# Suuremõisa (Vormsi)
Koordinaten: 58° 59′ N, 23° 11′ O
Suuremõisa (deutsch: Magnushof, schwedisch: Magnushov beziehungsweise Hovet, estlandschwedisch: Storhoe) ist ein Dorf (estnisch küla) in der Landgemeinde Vormsi (Vormsi vald) im Kreis Lääne. Der Ort liegt im Südwesten der viertgrößten estnischen Insel Vormsi (deutsch Worms, schwedisch Ormsö).

## Beschreibung und Geschichte
Das Dorf hat 19 Einwohner (Stand 31. Dezember 2011). Östlich des Dorfes liegt der See Prestviik. Er hat eine Uferlänge von 3,8 Kilometern.
Die Ursprünge des Ortes liegen im heute nicht mehr als eigenes Dorf existierenden Bussby. Von dem Dorf wurde 1604 eine Hoflage abgetrennt. Damals stand der Hof im Eigentum eines gewissen Magnus Brümmer.
In den 1620er Jahren erwarb die Familie De la Gardie den Hof. Der Hof Bussby wurde ab 1625 nach Magnus De la Gardie Magnushof genannt. Hiervon leitet sich die direkte estnische Übersetzung Suuremõisa ab.
1691 fiel das Gut durch Reduktion in die Hand der schwedischen Krone.
Von 1748 bis 1889 stand der Hof im Eigentum der adligen deutschbaltischen Familie Stackelberg. Im 19. Jahrhundert entstand das zweigeschossige Herrenhaus. Im Erdgeschoss befanden sich die Wirtschaftsräume. Das hohe erste Obergeschoss diente repräsentativen Zwecken. Charakteristisch war ein Kuppelturm über dem Haupteingang. Das Herrenhaus wurde in der zweiten Hälfte des 19. Jahrhunderts im Stil des Historismus umgestaltet. Es entstanden zahlreiche Nebengebäude.
1889 verkauften sie die gesamte Insel Vormsi als Kronsgut an den russischen Staat. Ab 1894 war in dem Gebäude ein Mädchen-Sanatorium untergebracht. In den 1920er und 1930er Jahren stand das Haus leer und verfiel zusehends. Heute sind nur noch die Ruinen der ehemaligen Gutsgebäude erhalten.

## Söhne und Töchter (Auswahl)
- Alexander von Stackelberg (1833–1898), russisch-deutscher Geheimrat